# Biante
Biante (Priene, 600 a.C. circa – 530 a.C. circa) è stato un filosofo greco antico, uno dei Sette Sapienti.

## Biografia
Nacque a Priene, da un certo Teutamo: a questo riguardo gli abitanti della sua città gli dedicheranno un recinto sacro, detto Teutameio.
Lodato da Ipponatte e da Eraclito, fu brillante oratore e compose anche poesie, tra cui un poema sulla Ionia in duemila versi, citato da Diogene Laerzio, di cui restano i seguenti versi:
della città ove tu abiti.
Ne avrai la maggior gratitudine:
mentre un contegno altero
spesso pene dannose ti procura.»
Diceva di preferire giudicare una questione fra due suoi nemici, piuttosto che fra due amici, perché nel primo caso si sarebbe procurato un amico mentre nel secondo caso uno dei suoi amici si sarebbe mutato in nemico. Sosteneva, inoltre, che la cosa più dolce per gli uomini è la speranza e la cosa di cui più si rallegrano è il guadagno; consigliava anche di amare gli altri come se fossimo destinati anche a odiarli, perché la maggior parte degli uomini è malvagia.
Gli venne richiesto di scrivere una frase saggia ed esemplare sul frontone del tempio dell'oracolo a Delfi, e lui incise: «Οἱ πλεῖστοι κακοί» (Hoi plêistoi kakói, "la maggioranza è cattiva").
Erodoto narra che fu grazie a un suo intervento che il re della Lidia, Creso, strinse un patto di amicizia con gli Ioni che abitavano le isole.
Morì durante un processo in cui aveva difeso un imputato; pronunciato il verdetto di assoluzione, Biante fu trovato morto col capo reclinato sul grembo del nipote.

## Massime
Di Biante si tramandano molte massimeː

αʹ οἱ πλειστoι κακoί. 

γʹ Βραδέως ἐγχείρει• ὃ δ᾿ ἂν ἄρξῃ, διαβεβαιοῦ 

εʹ Μήτ᾿ εὐήθης ἴσθι, μήτε κακοήθης. 

ηʹ Περὶ θεῶν λέγε, ὡς εἰσὶ θεοί. 

ιʹ Ἄκουε πολλά. 

ιαʹ Λάλει καίρια. 

ιβʹ Πένης ὢν πλουσίοις μὴ ἐπιτίμα, ἢν μὴ μέγα ὠφελῇς. 

ιγʹ Ἀνάξιον ἄνδρα μὴ ἐπαίνει διὰ πλοῦτον. 

ιδʹ Πείσας λάβε, μὴ βιασάμενος. 

ιεʹ Ὅτι ἂν ἀγαθὸν πράσσῃς, θεούς.»

1. Hoi pleistoi kakoi. 

"I più sono cattivi."

3. "Apprestati lentamente al lavoro, ma ciò che cominci, portalo a termine."

5. "Non essere né benevolo, né mal disposto."

8. "Sugli dèi, di' solo: sono."

10. "Ascolta molto."

11. "Parla al momento giusto."

12. "Se anche tu sei povero, non rimproverarlo al ricco, a meno che tu non produca molto."

13. "Non lodare un indegno solo per la sua ricchezza."

14. "Ottieni con la persuasione, non con la violenza."

15. "Ciò che possiedi di buono, ascrivilo agli dèi, non a te."»
(Δημητρίου Φαληρέως τῶν ἑπτὰ σοφῶν ἀποφθέγματα)
ii) Pernicies homini quae maxima? solus homo alter.

iii) Quis dives? qui nil cupiet. Quis pauper? avarus.

iv) Quae dos matronis pulcherrima? vita pudica.

v) Quae casta est? de qua mentiri fama veretur.

vi) Quod prudentis opus? cum possit, nolle nocere.

vii) Quid stulti proprium? non posse et velle nocere.»
2. "Qual è la massima sciagura per un uomo? Un altro uomo." 

3. "Chi è ricco? Chi nulla desidera. Chi povero? L'avaro." 

4. "Qual è la dote più bella di una sposa? La verecondia." 

5. "Chi è casta? Colei di cui le voci si guardano dal calunniare." 

6. "Cos'è proprio del sapiente? quando può nuocere, non volerlo." 

7. "Cos'è invece proprio dello sciocco? Voler nuocere, e non poterlo fare."»
(Pseudo-Ausonii, Septem sapientum sententiae, 1-7)